# Medicinische Policey
Unter dem Stichwort Medicinische Policey (zu „Polizei“ im frühneuzeitlichen Sinne von Regelung aller obrigkeitlichen Verhältnisse im Inneren einer öffentlich-rechtlichen Gemeinsschaft) versuchten Landesherren und städtische Obrigkeiten seit dem 17. Jahrhundert für ihre Territorien ein verbessertes Gesundheitswesen einzurichten und durchzusetzen. Den Heilermarkt teilten sich vier Heilergruppen. Man unterschied zwischen akademisch geschulten Ärzten, handwerklich ausgebildeten Wundärzten, Hebammen und Apothekern. Die Medicinische Policey war bestrebt, die Regeln und Pflichten des Arztes sowie des Kranken durchzusetzen. So sollten Menschen während Epidemien nicht in Kirchen gehen, um sich vor Krankheit zu schützen. Jedoch standen diese Bestrebungen im Gegensatz zu Tradition und Überzeugung. Trotzdem übernahmen viele Menschen die Medizinische Policey in ihr tägliches Verhalten, sodass sich Vertrauen gegenüber den Ärzten bildete und eine gesündere Lebensführung gewährleistet werden konnte.
In einer vielbändigen Medicinischen Polizey fasste Johann Peter Frank 1779 bis 1819 die gesamten hygienischen und sozialmedizinischen Reformbestrebungen seiner Zeit zusammen. Im Jahr 1800 publizierte Franz Anton Mai Vorschläge zu einer sozialhygienischen Gesetzgebung.